# Tiburon (Kalifornien)
|  | Dieser Artikel wurde aufgrund von inhaltlichen Mängeln auf der Qualitätssicherungsseite des Projektes USA eingetragen. Hilf mit, die Qualität dieses Artikels auf ein akzeptables Niveau zu bringen, und beteilige dich an der Diskussion! Eine nähere Beschreibung der zu behebenden Mängel fehlt. |

Tiburon ist eine Stadt in Marin County im US-Bundesstaat Kalifornien mit 9146 Einwohnern (Stand: 2020). Das rund 34,2 km² große Stadtgebiet liegt auf einer Halbinsel am westlichen Rand der Bucht von San Francisco.
Der Name der Stadt ist von dem spanischen Wort tiburón für Hai abgeleitet und bezog sich zunächst auf die gesamte Halbinsel. Er bezieht sich vermutlich auf das örtliche Vorkommen von Leopardenhaien in den Gewässern rund um die Halbinsel.
Bis ins Jahr 1941 war Tiburon der südlichste Endhaltepunkt der Northwestern Pacific Railroad. Von hier aus wurden Frachten – vor allem Holz – über Leichter nach San Francisco und andere an der Bucht gelegene Städte befördert.
Heute ist Tiburon eine der Städte für Pendler nach San Francisco, das über Hochgeschwindigkeitsfähren sowie über den Highway 101 erreicht werden kann. Aufgrund seiner Attraktivität für Touristen haben sich in Tiburon vor allem Restaurants und kleinere Geschäfte angesiedelt.

## Geographie

### Lage
Die geographischen Koordinaten von Tiburon sind 37,89° Nord, 122,47° West. Die Stadt liegt auf einer Halbinsel, die im Osten und Südosten von der Bucht von San Francisco und im Südwesten von der Richardson Bay umschlossen wird. Die Landfläche von Tiburon umfasst 4,4 Quadratmeilen (11 km²), weitere 8,7 Quadratmeilen (23 km²) sind Wasser. 
Im Nordwesten schließt Tiburon direkt an Strawberry an (das eine Postleitzahl mit Mill Valley teilt), im Südosten grenzt das Stadtgebiet an Belvedere, das ehemals eine eigenständige Insel war und heute durch einen Damm mit Tiburon verbunden ist. Im Norden grenzt Tiburon an Corte Madera, von dem es durch den Highway 101 getrennt ist.

Die Tiburon-Halbinsel von Ring Mountain aus gesehen (Blick nach Süden: links oben im Hintergrund die Skyline von Oakland, rechts der Mitte Belvedere, im Hintergrund die Skyline von San Francisco, am rechten oberen Rand die Golden Gate Bridge)

### Klima
|                        | Jan   | Feb   | Mär   | Apr  | Mai  | Jun | Jul | Aug | Sep | Okt  | Nov   | Dez   |   |      |
| Mittl. Temperatur (°C) | 9     | 11    | 12    | 14   | 17   | 19  | 20  | 20  | 19  | 17   | 12    | 9     | ⌀ | 14,9 |
| Mittl. Tagesmax. (°C)  | 13    | 16    | 18    | 20   | 23   | 26  | 28  | 28  | 27  | 23   | 17    | 13    | ⌀ | 21   |
| Mittl. Tagesmin. (°C)  | 5     | 6     | 7     | 8    | 9    | 11  | 12  | 12  | 11  | 10   | 7     | 5     | ⌀ | 8,6  |
|                        |       |       |       |      |      |     |     |     |     |      |       |       |   |      |
| Niederschlag (mm)      | 231,9 | 239,0 | 166,6 | 63,2 | 37,6 | 6,4 | 0,0 | 1,5 | 6,6 | 57,4 | 164,1 | 251,7 | Σ | 1226 |

| 5 |

| 6 |

| 7 |

| 8 |

| 9 |

| 11 |

| 12 |

| 12 |

| 11 |

| 10 |

| 7 |

| 5 |

| 5 |

| 6 |

| 7 |

| 8 |

| 9 |

| 11 |

| 12 |

| 12 |

| 11 |

| 10 |

| 7 |

| 5 |

## Bevölkerung

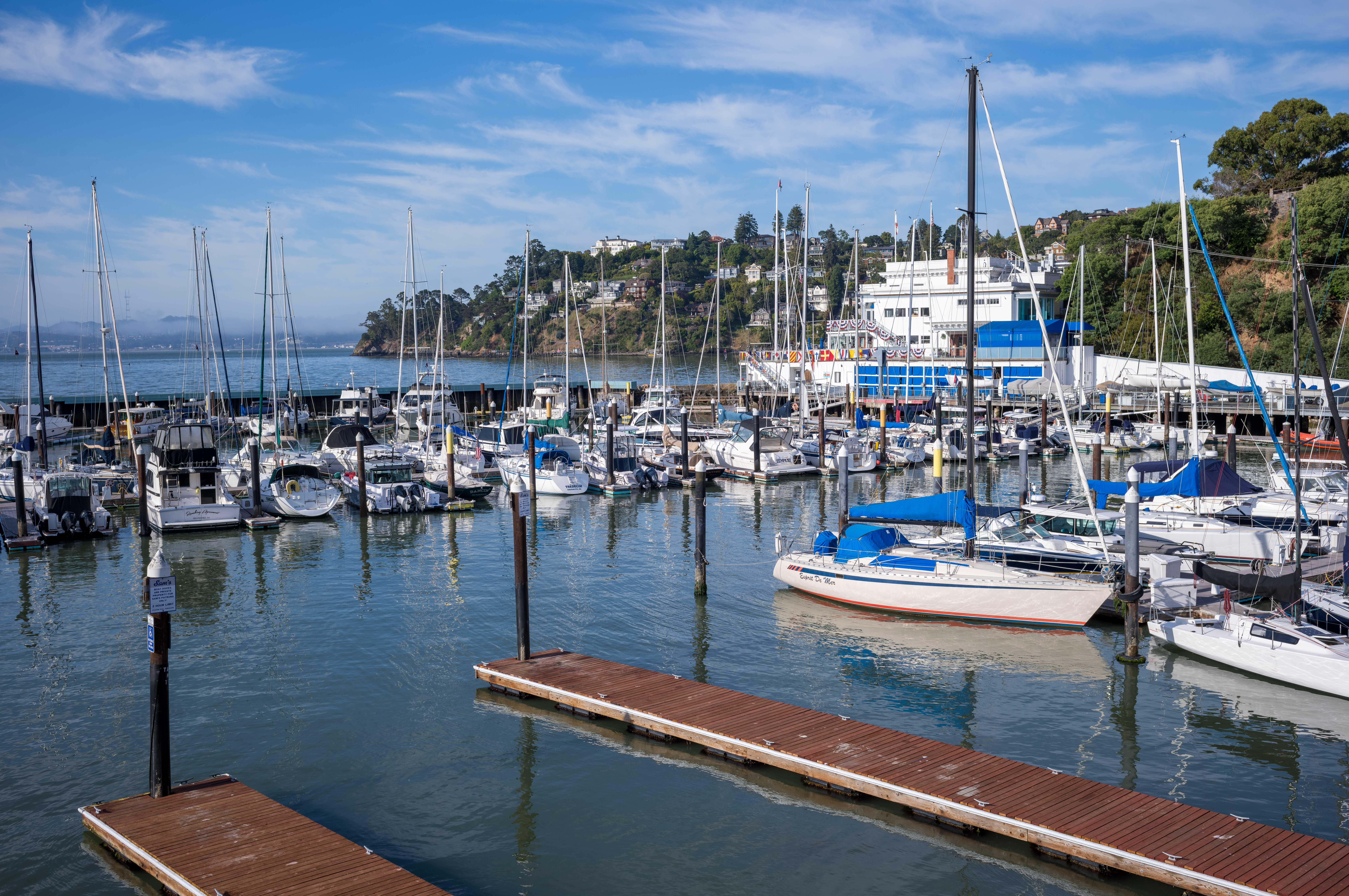
Der Corinthian Yacht Club in Tiburon, gegründet 1886, ist der zweitälteste Yachtclub in Nordkalifornien.

Beim United States Census 2010, einer Volkszählung zum Stichtag 1. April 2010, wurden 8962 Einwohner ermittelt. Größte Bevölkerungsgruppe sind die Weißen mit einem Anteil von 88,1 %. Hinzu kommen 5,6 % Asiaten, 4,1 % Mischlinge und 0,9 % Afroamerikaner.
Gemäß dem Census aus dem Jahr 2010 sind 46,8 % der Einwohner Tiburons männlich und 53,2 % weiblich. Von den 3729 Haushalten haben 31,1 % Kinder unter 18 Jahren. In 56,7 % dieser Haushalte leben gemischtgeschlechtliche Paare zusammen, in 7,5 % leben alleinstehende Frauen und in 2,3 % der Haushalte leben alleinstehende Männer.
Die Gesamtbevölkerung von Tiburon besteht aus 24,0 % Personen unter 18 Jahren, 3,3 % sind zwischen 18 und 24 Jahre alt, 17,7 % sind 25 bis 44 Jahre alt, 33,9 % sind 35 bis 64 Jahre alt und 21,2 % sind 65 Jahre alt oder älter. Das mittlere Alter der Bewohner Tiburons beträgt 48,0 Jahre.

## Wirtschaft
Die Wirtschaft Tiburons ist heute von einer großen Zahl von kleinen Boutiquen und Restaurants geprägt, die vor allem auf Geschäfte mit Touristen abzielen. Die meisten dieser Läden und Lokale liegen auf der Main Street, direkt am Fähranleger. Im Jahr 2004 erlangte Tiburon überregionale Bekanntheit, als es als erste Stadt der Welt den Gebrauch von trans-Fettsäuren in allen seiner 18 Restaurants verbot. Es stand damit am Anfang einer Bewegung, die sich später auch in andere Teile der Vereinigten Staaten ausbreitete.
An Freitagabenden im Frühjahr und Sommer wird die Main Street im Herzen Tiburons für den Autoverkehr gesperrt und in eine Restaurantmeile umgewandelt. Während dieser „Friday Nights on Main“ bieten die lokalen Restaurants und Bars ihren Gästen Bewirtung im Freien mit Livemusik an.

## Persönlichkeiten
- Shoshana Bush (* 1988), Schauspielerin
- Lars Ulrich (Drummer von Metallica)